# Auto-GP-Saison 2013
Die Auto-GP-Saison 2013 war die 15. Saison der Rennserie, die zum vierten Mal unter dem Namen Auto GP veranstaltet wurde. Die Saison begann am 23. März in Monza und endete am 6. Oktober in Brünn.

## Regeländerungen

### Technische Änderungen
Das Auto-GP-Chassis Lola B05/52 wurde zur Saison 2013 grundlegend überarbeitet. Serienorganisator Coloni führte die Überarbeitung zusammen mit dem argentinischen Fahrzeugdesigner Enrique Scalabroni, der in den 80er und 90er Jahren für Williams und Ferrari siegreiche Formel-1-Fahrzeuge entwickelt hatte, durch.

## Teams und Fahrer
Alle Piloten fuhren mit dem Lola-Chassis B05/52, Motoren von Zytek und Reifen von Kumho.
| Team                     | Nr. | Fahrer                  | Rennwochenende |
| ------------------------ | --- | ----------------------- | -------------- |
| SuperNova International  | 01  | Antonio Spavone         | 1, 2           |
| SuperNova International  | 01  | Francesco Dracone       | 3              |
| SuperNova International  | 01  | Narain Karthikeyan      | 4–8            |
| SuperNova International  | 02  | Vittorio Ghirelli       | 1–8            |
| SuperNova International  | 03  | Francesco Dracone       | 4              |
| Manor MP Motorsport      | 25  | Riccardo Agostini       | 1–4            |
| Manor MP Motorsport      | 26  | Meindert van Buuren jr. | 1–8            |
| Manor MP Motorsport      | 27  | Daniël de Jong          | 2–8            |
| Euronova Racing          | 15  | Yoshitaka Kuroda        | 1–8            |
| Euronova Racing          | 16  | Kimiya Satō             | 1–8            |
| Virtuosi Racing UK       | 05  | Andrea Roda             | 1–8            |
| Virtuosi Racing UK       | 06  | Max Snegirjow           | 1–8            |
| MLR71 Racing Team        | 24  | Giacomo Ricci           | 1              |
| MLR71 Racing Team        | 24  | Tamás Pál Kiss          | 3              |
| MLR71 Racing Team        | 24  | Michela Cerruti         | 6, 8           |
| MLR71 Racing Team        | 71  | Michele La Rosa         | 1–8            |
| Zele Racing              | 08  | Luciano Bacheta         | 1–4            |
| Zele Racing              | 08  | Christian Klien         | 5              |
| Zele Racing              | 08  | Josef Král              | 8              |
| Zele Racing              | 09  | Narain Karthikeyan      | 1–3            |
| Zele Racing              | 09  | Tamás Pál Kiss          | 4, 5, 8        |
| Ghinzani Arco Motorsport | 13  | Robert Vişoiu           | 1–8            |
| Ghinzani Arco Motorsport | 22  | Kevin Giovesi           | 4–8            |
| Ibiza Racing Team        | 18  | Sergio Campana          | 1–8            |
| Ibiza Racing Team        | 20  | Giuseppe Cipriani       | 1–3            |
| Ibiza Racing Team        | 20  | Fabrizio Crestani       | 4              |
| Ibiza Racing Team        | 20  | Francesco Dracone       | 5, 8           |
| Ibiza Racing Team        | 20  | Tamás Pál Kiss          | 6, 7           |
| Comtec by Virtuosi       | 04  | Roberto La Rocca        | 6–8            |

### Änderungen bei den Fahrern
Die folgende Auflistung enthält alle Fahrer, die an der Auto-GP-Saison 2012 teilgenommen haben und in der Saison 2013 nicht für dasselbe Team wie 2012 starteten.
Fahrer, die ihr Team gewechselt haben:
- Sergio Campana: Zele Racing → Ibiza Racing Team
- Giuseppe Cipriani: Campos Racing → Ibiza Racing Team
- Francesco Dracone: Virtuosi Racing UK→ SuperNova International
- Max Snegirjow: Campos Racing → Virtuosi Racing UK
- Antonio Spavone: Ombra Racing → SuperNova International

Fahrer, die in die Auto GP World Series einstiegen bzw. zurückkehrten:
- Riccardo Agostini: Italienische Formel-3-Meisterschaft (JD Motorsport) → Manor MP Motorsport
- Luciano Bacheta: FIA-Formel-2-Meisterschaft → Zele Racing
- Meindert van Buuren jr.: Nordeuropäische Formel Renault (Manor MP Motorsport) → Manor MP Motorsport
- Michela Cerruti: Deutscher Formel-3-Cup (EuroInternational) → MLR71 Racing Team
- Fabrizio Crestani: GP2-Serie (Venezuela GP Lazarus) → Ibiza Racing Team
- Vittorio Ghirelli: Formel Renault 3.5 (Comtec Racing) → SuperNova International
- Kevin Giovesi: European F3 Open (DAV Racing) → Ghinzani Arco Motorsport
- Narain Karthikeyan: Formel 1 (HRT F1 Team) → Zele Racing
- Christian Klien: Superstars Series (Swiss Team) → Zele Racing
- Josef Král: GP2-Serie (Barwa Addax) → Zele Racing
- Yoshitaka Kuroda: Italienische Formel-3-Meisterschaft (Euronova Racing by Fortec) → Euronova Racing
- Tamás Pál Kiss: GP3-Serie (Atech CRS Grand Prix) → MLR71 Racing Team
- Roberto La Rocca: F2000 Championship Series (HP-Tech) → Comtec by Virtousi
- Andrea Roda: Formel-3-Euroserie (Jo Zeller Racing) → Virtuosi Racing UK
- Kimiya Satō: Deutscher Formel-3-Cup (Lotus) → Euronova Racing
- Robert Vişoiu: GP3-Serie (Jenzer Motorsport) → Ghinzani Arco Motorsport

Fahrer, die die Auto GP World Series verlassen haben:
- Yann Cunha: Ombra Racing → Formel Renault 3.5 (AV Formula)
- Adrian Quaife-Hobbs: SuperNova International → GP2-Serie (MP Motorsport)
- Facu Regalía: Campos Racing → GP3-Serie (ART Grand Prix)
- Sergei Sirotkin: Euronova Racing → Formel Renault 3.5 (ISR Racing)
- Pål Varhaug: Virtousi Racing UK → GP2-Serie (Hilmer Motorsport)

Fahrer, die keinen Vertrag für ein Renncockpit 2013 besitzen:
| - Matteo Beretta - Chris van der Drift - Adderly Fong - Víctor Guerin | - Pippa Mann - Peter Milavec - Sten Pentus - Antonio Pizzonia | - Kōtarō Sakurai - Giancarlo Serenelli - Juan Carlos Sistos - Rafael Suzuki |

## Rennkalender
Der Rennkalender der Auto GP umfasste mit acht Rennwochenenden eine Veranstaltung mehr als im Vorjahr. Während die Auto GP in der letzten Saison jedes Rennen im Rahmen der WTCC-Wochenenden ausgetragen hatte, fanden in der Saison 2013 nur die ersten drei Veranstaltungen zusammen mit der WTCC statt. Die Rennen in Valencia, Portimão, Curitiba und Sonoma wurden gestrichen. Einhergehend mit der teilweisen Trennung von der WTCC wurden die Veranstaltungen in Amerika gestrichen, sodass der Kalender sieben Rennen in Europa und eins in Afrika beinhaltete.
In der zweiten Saisonhälfte fuhr man auf folgenden neu hinzugekommenen Strecken: dem Silverstone Circuit dem Autodromo Internazionale del Mugello, dem Nürburgring, dem Donington Park sowie dem Automotodrom Brno. In Silverstone fuhr man im Rahmen der Blancpain Endurance Series, in Mugello beim ACI Racing Weekend, auf dem Nürburgring im Rahmen der DTM, in Donington im Rahmen der Superstars Series und in Brünn im Rahmen des ETC-Cups.
| Nr. | Datum         | Rennstrecke | Sieger             | Zweiter                 | Dritter            |
| --- | ------------- | ----------- | ------------------ | ----------------------- | ------------------ |
| 01. | 23. März      | Monza       | Sergio Campana     | Kimiya Satō             | Robert Vişoiu      |
| 02. | 24. März      | Monza       | Kimiya Satō        | Luciano Bacheta         | Vittorio Ghirelli  |
| 03. | 06. April     | Marrakesch  | Sergio Campana     | Daniël de Jong          | Kimiya Satō        |
| 04. | 07. April     | Marrakesch  | Luciano Bacheta    | Vittorio Ghirelli       | Kimiya Satō        |
| 05. | 05. Mai       | Mogyoród    | Kimiya Satō        | Vittorio Ghirelli       | Sergio Campana     |
| 06. | 05. Mai       | Mogyoród    | Vittorio Ghirelli  | Sergio Campana          | Riccardo Agostini  |
| 07. | 01. Juni      | Silverstone | Narain Karthikeyan | Vittorio Ghirelli       | Tamás Pál Kiss     |
| 08. | 02. Juni      | Silverstone | Kimiya Satō        | Sergio Campana          | Kevin Giovesi      |
| 09. | 13. Juli      | Mugello     | Sergio Campana     | Kevin Giovesi           | Narain Karthikeyan |
| 10. | 14. Juli      | Mugello     | Narain Karthikeyan | Vittorio Ghirelli       | Kimiya Satō        |
| 11. | 17. August    | Nürburg     | Narain Karthikeyan | Kevin Giovesi           | Vittorio Ghirelli  |
| 12. | 18. August    | Nürburg     | Kimiya Satō        | Vittorio Ghirelli       | Daniël de Jong     |
| 13. | 31. August    | Donington   | Vittorio Ghirelli  | Narain Karthikeyan      | Kevin Giovesi      |
| 14. | 01. September | Donington   | Narain Karthikeyan | Meindert van Buuren jr. | Kevin Giovesi      |
| 15. | 05. Oktober   | Brünn       | Narain Karthikeyan | Vittorio Ghirelli       | Robert Vişoiu      |
| 16. | 06. Oktober   | Brünn       | Kimiya Satō        | Sergio Campana          | Vittorio Ghirelli  |

## Wertungen

### Punktesystem
Die Punkte wurden nach folgendem Schema vergeben:
| Position | 1  | 2  | 3  | 4  | 5  | 6 | 7 | 8 | 9 | 10 | PP | SR |
| -------- | -- | -- | -- | -- | -- | - | - | - | - | -- | -- | -- |
| Rennen 1 | 25 | 18 | 15 | 12 | 10 | 8 | 6 | 4 | 2 | 1  | 1  | 1  |
| Rennen 2 | 20 | 15 | 12 | 10 | 8  | 6 | 4 | 3 | 2 | 1  | –  | 1  |

### Fahrerwertung
| Pos. | Fahrer         | MON | MON | MAR | MAR | HUN | HUN | SIL | SIL | MUG | MUG | NÜR | NÜR | DON | DON | BRÜ | BRÜ | Punkte |
| ---- | -------------- | --- | --- | --- | --- | --- | --- | --- | --- | --- | --- | --- | --- | --- | --- | --- | --- | ------ |
| 01   | V. Ghirelli    | 4   | 3   | 9   | 2   | 2   | 1   | 2   | DNF | 6   | 2   | 3   | 2   | 1   | 4   | 2   | 3   | 222    |
| 02   | K. Satō        | 2   | 1   | 3   | 3   | 1   | 6   | 6   | 1   | DNF | 3   | 4   | 1   | 14* | 5   | 4   | 1   | 213    |
| 03   | S. Campana     | 1   | 4   | 1   | DNF | 3   | 2   | 7   | 2   | 1   | 12  | 5   | 4   | 5   | 6   | 6   | 2   | 197    |
| 04   | N. Karthikeyan | 5   | DNF | 6   | DNF | 8   | 4   | 1   | 12  | 3   | 1   | 1   | 5   | 2   | 1   | 1   | DSQ | 195    |
| 05   | T. Pál Kiss    |     |     |     |     | 5   | 5   | 3   | 7   | 5   | 4   | 6   | 6   | 7   | 8   | 5   | 5   | 99     |
| 06   | K. Giovesi     |     |     |     |     |     |     | 13  | 3   | 2   | 5   | 2   | 10  | 3   | 3   | DNF | 6   | 91     |
| 07   | D. de Jong     |     |     | 2   | DNF | 7   | 7   | 4   | 5   | DNS | 7   | DNF | 3   | 6   | 13  | 9   | 8   | 77     |
| 08   | R. Vişoiu      | 3   | 6   | 14* | 4   | 15* | 10  | 9   | DNF | DNF | 15* | 7   | 12  | 4   | 11  | 3   | DNF | 67     |
| 09   | M. van Buuren  | DNF | 10  | DNF | 6   | 6   | DNF | 8   | 4   | 10  | 6   | 12  | DNS | 8   | 2   | 12  | 9   | 57     |
| 10   | R. Agostini    | 7   | 5   | 4   | DNF | 4   | 3   | 15* | 9   |     |     |     |     |     |     |     |     | 53     |
| 11   | L. Bacheta     | 8   | 2   | 8   | 1   | 16* | 9   | 10  | 8   |     |     |     |     |     |     |     |     | 49     |
| 12   | A. Roda        | DNF | 11  | 7   | 7   | 9   | 12  | DNF | 15  | 4   | 10  | 14  | 9   | 9   | 12  | 7   | 4   | 45     |
| 13   | M. Snegirjow   | 10  | DNF | 13  | 5   | 10  | 8   | 11  | 6   | 9   | 11  | 11  | 13  | 12  | 10  | 10  | 10  | 24     |
| 14   | A. Spavone     | 6   | 9   | 5   | 9*  |     |     |     |     |     |     |     |     |     |     |     |     | 22     |
| 15   | R. La Rocca    |     |     |     |     |     |     |     |     |     |     | 8   | 7   | 11  | 7   | 8   | 7   | 20     |
| 16   | Y. Kuroda      | 11  | 7   | 11  | 8*  | 12  | 14* | 12  | 11  | 7   | 8   | 10  | DNF | 10  | 9   | 11  | 11  | 20     |
| 17   | F. Crestani    |     |     |     |     |     |     | 5   | 10  |     |     |     |     |     |     |     |     | 11     |
| 18   | C. Klien       |     |     |     |     |     |     |     |     | 8   | 9   |     |     |     |     |     |     | 6      |
| 19   | M. Cerruti     |     |     |     |     |     |     |     |     |     |     | 9   | 8   |     |     | 16* | 13  | 5      |
| 20   | M. La Rosa     | 12* | 8   | 12  | 10* | 14  | 13* | 14  | 14  | DNF | 14  | 13  | 11  | 13  | 14  | 14  | 15  | 4      |
| 21   | G. Cipriani    | 9   | DNF | 10  | DNF | 13  | 15* | INJ | INJ | INJ | INJ | INJ | INJ | INJ | INJ | INJ | INJ | 3      |
| 22   | F. Dracone     |     |     |     |     | 11  | 11  | DNF | 13  | DNF | 13  |     |     |     |     | 13  | 14  | 0      |
| 23   | J. Král        |     |     |     |     |     |     |     |     |     |     |     |     |     |     | 15  | 12  | 0      |
| 24   | G. Ricci       | DNF | 12* |     |     |     |     |     |     |     |     |     |     |     |     |     |     | 0      |
| Pos. | Fahrer         | MON | MON | MAR | MAR | HUN | HUN | SIL | SIL | MUG | MUG | NÜR | NÜR | DON | DON | BRÜ | BRÜ | Punkte |

| Farbe                        | Bedeutung                               | Bedeutung |
| ---------------------------- | --------------------------------------- | --- |
| Gold                         | Sieger                                  | Sieger |
| Silber                       | 2. Platz                                | 2. Platz |
| Bronze                       | 3. Platz                                | 3. Platz |
| Grün                         | Platzierung in den Punkten              | Platzierung in den Punkten |
| Blau                         | Klassifiziert außerhalb der Punkteränge | Klassifiziert außerhalb der Punkteränge                                                                                         |
| Violett                      | Rennen nicht beendet (DNF)              | Rennen nicht beendet (DNF) |
| Violett                      | nicht klassifiziert (NC)                | |
| Rot                          | nicht qualifiziert (DNQ)                | nicht qualifiziert (DNQ) |
| Schwarz                      | disqualifiziert (DSQ)                   | disqualifiziert (DSQ) |
| Weiß                         | nicht am Start (DNS)                    | nicht am Start (DNS) |
| Weiß                         | zurückgezogen (WD)                      | |
| Weiß                         | Rennen abgesagt (C)                     | |
| Blanko                       | nicht teilgenommen                      | nicht teilgenommen |
| Blanko                       | verletzt oder krank (INJ)               | |
| Blanko                       | ausgeschlossen (EX)                     | |
| sonstige Formate und Zeichen | P/fett                                  | Pole-Position |
| sonstige Formate und Zeichen | kursiv                                  | Schnellste Rennrunde (in der GP2-Serie/FIA-Formel-2-Meisterschaft ab 2008 für die schnellste Rennrunde der besten zehn Piloten) |
| sonstige Formate und Zeichen | *                                       | nicht im Ziel, aufgrund der zurückgelegten Distanz aber gewertet                                                                |
| sonstige Formate und Zeichen | unterstrichen                           | Führender in der Gesamtwertung                                                                                                  |

| Weitere Notation       |                                                                  |
| Fett                   | Pole-Position                                                    |
| Kursiv                 | Schnellste Rennrunde                                             |
| *                      | nicht im Ziel, aufgrund der zurückgelegten Distanz aber gewertet |
| Sieger der U21-Wertung |                                                                  |
| U21-Wertung            |                                                                  |

| Farbe                        | Bedeutung                               | Bedeutung |
| ---------------------------- | --------------------------------------- | --- |
| Gold                         | Sieger                                  | Sieger |
| Silber                       | 2. Platz                                | 2. Platz |
| Bronze                       | 3. Platz                                | 3. Platz |
| Grün                         | Platzierung in den Punkten              | Platzierung in den Punkten |
| Blau                         | Klassifiziert außerhalb der Punkteränge | Klassifiziert außerhalb der Punkteränge                                                                                         |
| Violett                      | Rennen nicht beendet (DNF)              | Rennen nicht beendet (DNF) |
| Violett                      | nicht klassifiziert (NC)                | |
| Rot                          | nicht qualifiziert (DNQ)                | nicht qualifiziert (DNQ) |
| Schwarz                      | disqualifiziert (DSQ)                   | disqualifiziert (DSQ) |
| Weiß                         | nicht am Start (DNS)                    | nicht am Start (DNS) |
| Weiß                         | zurückgezogen (WD)                      | |
| Weiß                         | Rennen abgesagt (C)                     | |
| Blanko                       | nicht teilgenommen                      | nicht teilgenommen |
| Blanko                       | verletzt oder krank (INJ)               | |
| Blanko                       | ausgeschlossen (EX)                     | |
| sonstige Formate und Zeichen | P/fett                                  | Pole-Position |
| sonstige Formate und Zeichen | kursiv                                  | Schnellste Rennrunde (in der GP2-Serie/FIA-Formel-2-Meisterschaft ab 2008 für die schnellste Rennrunde der besten zehn Piloten) |
| sonstige Formate und Zeichen | *                                       | nicht im Ziel, aufgrund der zurückgelegten Distanz aber gewertet                                                                |
| sonstige Formate und Zeichen | unterstrichen                           | Führender in der Gesamtwertung                                                                                                  |

| Weitere Notation       |                                                                  |
| Fett                   | Pole-Position                                                    |
| Kursiv                 | Schnellste Rennrunde                                             |
| *                      | nicht im Ziel, aufgrund der zurückgelegten Distanz aber gewertet |
| Sieger der U21-Wertung |                                                                  |
| U21-Wertung            |                                                                  |